# Ctenusa antealaris
Ctenusa antealaris là một loài bướm đêm trong họ Noctuidae.